# Оливейра (Аркуш-де-Валдевеш)
Оливейра (порт. Oliveira) — район (фрегезия) в Португалии, входит в округ Виана-ду-Каштелу. Является составной частью муниципалитета Аркуш-де-Валдевеш. По старому административному делению входил в провинцию Минью. Входит в экономико-статистический субрегион Минью-Лима, который входит в Северный регион. Население составляет 369 человек на 2001 год. Занимает площадь 4,11 км².
Покровителем района считается Дева Мария (порт. Santa Maria).